# Noel Loomis
Noel Loomis alternativt Noel M. Loomis (Noel Miller Loomis), född 3 april 1905 i Wakita, Oklahoma, död 7 september 1969 i San Diego, Kalifornien, var en amerikansk författare som skrev böcker under sitt eget namn samt under pseudonym Benjamin Miller och vid ett tillfälle under pseudonym Silas Water.

## Biografi
Loomis första utgivna roman var thrillern Murder goes to press 1937. Hans debut inom science fiction skedde 1942 med City of glass. Den fick 1945 en fortsättning med Iron man. Båda böckerna publicerades i pulp-magasinet Startling Stories.
Loomis är främst känd som western-författare och var 1955-1956 ordförande för Western Writers of America.
Efter att David P. Harmon hade skrivit TV-pjäsen The man who owned the town (sänd den 1 november 1954 av CBS i amerikanska Studio One) utvecklades berättelsen till att 1956 bli westernfilmen Johnny Concho, där Harmon skrev manuskriptet tillsammans med regissören Don McGuire och där Frank Sinatra spelade titelrollen i sin första western-film. Manuskriptet omarbetades av Noel Loomis till romanen Johnny Concho och då med David Harmon angiven som medförfattare.
Western Writers of America utdelar årligen priser och 1958 erhöll Loomis en Spur Award då Short cut to Red River belönades som bästa roman. 1959 erhöll han ytterligare en Spur Award för novellen Grandfather out of the past.
1958-1969 var Loomis lärare och assisterande professor i engelska vid San Diego State College.
I svensk översättning utgavs Loomis böcker av Albert Bonniers Förlag, Kometförlaget och som följetonger i tidningen Lektyr.